# Еманација
Еманација (лат: emanatio - истицање, извирање, изливање; од emanare - истицати) је филозофски појам који означава истицање нечег нижег из нечег вишег, коначно извирање свих ствари из једног највишег извора. Еманација најчешће подразумева и еманатизам.
Еманатизам је схватање по којем свет настаје непрестаним створитељним преливањем бића, а не једнократним чином стварања. Свет мноштвености истиче из пуноће Једног, слабећи у силазним ступњевима. Као што светлост постаје слабија што се више удаљава од извора, тако и бића постају несавршенија што се више удаљавају од битка. Отуда поступност опадања у природи, и настанак зла. Твар је оно најниже у процесу еманације, одсуство бића, небиће (ме он). Еманација је донекле супротан појам еволуцији - док се у еволуцији процес креће од несавршеног ка савршенијем, у еманацији иде од савршеног ка мање савршеном. 

## Еманатизам у филозофији
Учење о еманацији се најпре развило у старим источним филозофијама, првенствено у индијској и персијској. Филозофска мисао Индије, изградила је теорију настајања света путем исхођења из Браме. 
| „ | Као нит из паука, дрво из семена, валови из мора, огањ из угља, тако свет излази из Браме... | ” |

На Западу су учење о еманацији усвојили Плотин, неоплатонисти и хришћански гностици. По учењу новоплатоничара и гностичара, свет је еманација божанства, происхођење мање савршеног бића из вишег и савршенијег. Плотин разликује четири ступња битка: искон свега, божанско Једно (Хен) као извор битка; прва еманација је светски ум или дух (ноус) што садржи идеје као узоре бића, друга је еманација светска душа (психе), и након тога долази пука твар (или материја, гр: хиле) као тмина, зло и небитак. Тако човек делимично припада царству духа и душе, делимично материји, налазећи се на међи духа и твари, светла и тмине. Напором да се уздигне до Једног као искона и истине, доброте и лепоте, човек прелази обрнут пут од тмине до светлости, да би се напокон у мистичном иступљењу (екстази), стању изван себе, вишем од сваке умна спознаја, стопио с Једним. 
Еманатизам је преко Плотина и његових ученика утицао на многе. Порфирије, Јамблих и Прокло деловали су на Псеудо-Дионисија Ареопагита и хришћанство у доба Августина, затим и на средњовјековну арапску (Авероес), јеврејску и западну филозофију, посебно на Јована Скота Еријугену, Мајстора Ехарта, Николу Кузанског, Ђордана Бруна, Јакоба Бемеа, и напослетку на идеализам Шелинга и Хегела. Еманационизам је имао утицаја и на неке православне теологе попут Григорија Паламе.